# Bad Waltersdorf Open 2023
Il Bad Waltersdorf Open 2023, noto come Layjet Open 2023 per motivi di sponsorizzazione, è stato un torneo maschile di tennis professionistico giocato sulla terra rossa. È stata la 1ª edizione del torneo, facente parte della categoria Challenger 125 nell'ambito dell'ATP Challenger Tour 2023. Si è giocato allo Sportaktivpark Bad Waltersdorf di Bad Waltersdorf, in Austria, dal 18 al 24 settembre 2023.

## Partecipanti

### Teste di serie
| Nazionalità | Giocatore               | Ranking* | Testa di serie |
| ----------- | ----------------------- | -------- | -------------- |
| Spagna      | Roberto Carballés Baena | 60       | 1              |
| Spagna      | Bernabé Zapata Miralles | 75       | 2              |
| Spagna      | Jaume Munar             | 85       | 3              |
| Spagna      | Albert Ramos Viñolas    | 95       | 4              |
| Austria     | Jurij Rodionov          | 109      | 5              |
| Spagna      | Pedro Martínez          | 118      | 6              |
| Francia     | Benoît Paire            | 120      | 7              |
| Kazakistan  | Timofej Skatov          | 123      | 8              |

* Ranking all'11 settembre 2023.

### Altri partecipanti
I seguenti giocatori hanno ricevuto una wild card per il tabellone principale:
- Fabio Fognini
- Joel Schwärzler
- Sebastian Sorger

I seguenti giocatori sono passati dalle qualificazioni:
- Timo Stodder
- Henri Squire
- Andrea Picchione
- Ergi Kırkın
- Petr Nouza
- Marvin Möller

I seguenti giocatori sono entrati in tabellone lucky loser:
- Maks Kaśnikowski
- Sandro Kopp

## Punti e montepremi
| Torneo    | Torneo              | V      | F      | SF    | QF    | 2T    | 1T    | Q | Q2  | Q1  |
| Singolare | Punti               | 125    | 75     | 45    | 25    | 11    | 0     | 5 | 2   | 0   |
| Singolare | Premi in denaro (€) | 19,650 | 11,570 | 6,850 | 3,990 | 2,345 | 1,420 | – | 710 | 355 |
| Doppio    | Punti               | 125    | 75     | 45    | 25    | –     | 0     | – | –   | –   |
| Doppio    | Premi in denaro (€) | 8,420  | 4,900  | 2,940 | 1,750 | –     | 990   | – | –   | –   |

## Campioni

### Singolare
Andrea Pellegrino ha sconfitto in finale  Dennis Novak con il punteggio di 1–6, 7–6(5), 6–3.

### Doppio
Constantin Frantzen /  Hendrik Jebens hanno sconfitto in finale  Marco Bortolotti /  Francesco Passaro con il punteggio di 6–1, 6–2.